# Nicollas Katayama
Nicollas Katayama (sinh ngày 27 tháng 4 năm 1994) là một cầu thủ bóng đá người Brasil.

## Sự nghiệp câu lạc bộ
Nicollas Katayama đã từng chơi cho Tokyo Verdy.